# マサラ映画
マサラ映画（マサラえいが、Masala film）とは、インド映画で複数のジャンルを掛け合わせた作品を指す。主にアクション、コメディ、ロマンス、ドラマ、メロドラマを組み合わせることが多い。また、風情のあるロケーション現場で撮影されたミュージカルの要素が盛り込まれる傾向がある。名称はインド料理で複数のスパイスを混ぜ合わせた「マサラ」に由来する。ザ・ヒンドゥーによるとインドで最も人気の高いジャンルとされている。1970年代のボリウッドで始まり、南インド映画にも浸透している。

## 歴史
1970年代初めにプロデューサーのナーシル・フセイン、サリーム・カーンとジャーヴェード・アクタルの脚本家コンビによってマサラ映画は開拓された。1973年に3人が製作した『Yaadon Ki Baaraat』が最初のマサラ映画となった。サリーム＝ジャーヴェードは1970年代から1980年代にかけてマサラ映画の脚本を執筆し、多くのヒット作を生んだ。マサラ映画の代表作としてはマンモーハン・デサイが監督、カディル・カーンが脚本を手掛けた『Amar Akbar Anthony』が知られており、デサイは数多くのマサラ映画を製作している。ラメーシュ・シッピーが監督を務めた『炎』もマサラ映画に含まれ、マカロニ・ウェスタンをもじり「カレー・ウェスタン」とも呼ばれるが、正確には『インドの母』『Gunga Jumna』などのダコイティー映画とマカロニ・ウェスタンを組み合わせた「ダコイト・ウェスタン」である。『炎』のヒットにより「ダコイト・ウェスタン」という新たなサブジャンルが誕生した。
マサラ映画はダルメンドラ、アミターブ・バッチャン、ミトゥン・チャクラボルティー、ラジニカーント、チランジーヴィ、ヴィシュヌヴァルダン、アンバリーシュ、シュリデヴィなどのスター俳優を輩出した。1990年代に入るとサルマーン・カーン（サリームの息子）、シャー・ルク・カーン、アクシャイ・クマール、マヘーシュ・バーブ、パワン・カリヤーン、アッル・アルジュン、N・T・ラーマ・ラオ・ジュニア、アジット・クマール、ヴィジャイ、ダルシャン、デーヴ、ジートなどの俳優がマサラ映画でキャリアを積んだ。
マサラ映画を手掛ける著名な映画製作者としてデーヴィド・ダワン、アニーズ・バーズミー、プラブデーヴァー、ファラー・カーン、ラージャー・チャンダ、ラージ・チャクラボルティー、ラビ・キナージ、S・S・ラージャマウリ、プリ・ジャガンナード、シュリーヌ・ヴァイトラ、ボーヤパーティ・シュリーヌ、シャンカル、ハリ、A・R・ムルガダース、K・V・アーナンド、N・リンガサーミ、K・S・ラヴィクマール、V・ソーマシェーカル、K・S・R・ダース、A・T・ラグ、ジョー・サイモン、オーム・プラカーシュ・ラーオ、ハルシャが挙げられる。
インド以外の映画ではダニー・ボイルが監督を務めた『スラムドッグ$ミリオネア』が複数の批評家によって「マサラ映画」と批評されており、マサラ映画の強い影響を受けたものとされている。ラヴリーン・タンダンによると、『スラムドッグ$ミリオネア』の脚本を執筆したサイモン・ボーファイは「サリム＝ジャヴェドの作品を詳細に研究していた」という。また、バズ・ラーマンが手掛けた『ムーラン・ルージュ』にもボリウッドのミュージカル要素が影響を与えている。
ナーシルの甥で『Yaadon Ki Baaraat』で俳優デビューしたアーミル・カーンは21世紀に入ると、マサラ映画を社会的意識の高い映画に再定義して現代的な映画に変革した。彼の製作した映画は商業的なマサラ映画と現実主義的なパラレル映画の区別を曖昧なものにし、前者のエンターテインメント性と製作の価値観と後者の力強いメッセージ性を組み合わせ、これにより海外での興行的成功と批評面での高い評価を得ることになった。

## 影響を与えた文化

### インドの伝統芸能
マサラ映画が登場したのは1970年代だが、それ以前の作品からの影響があり、それらがマサラ映画を形成していった。影響の例としてはスピンオフ、バックストーリー、劇中劇などの技法が挙げられる。インドの人気映画の中には、しばしばサブストーリーに分岐する脚本があり、1993年公開の『Khalnayak』と『Gardish』にその影響が顕著に現れている。2点目はサンスクリット・ドラマからの影響であり、定型化された性質と音楽、ダンス、ジェスチャーが「ダンスとマイムを中心にドラマスティックな経験と活気に満ちた芸術的なユニットを作り出す」ことが強調された光景に重点が置かれている。3点目はインドの伝統的な民俗劇場であり、サンスクリット・ドラマが衰退した10世紀ごろから人気が高まった文化である。これらの伝統にはベンガル地方のジャトラ、ウッタル・プラデーシュ州のラームリーラ、タミル・ナードゥ州のテルクットゥが含まれている。4点目はパルシ劇場であり、「リアリズムとファンタジー、音楽とダンス、説話とスペクタクル、素朴な対話と巧みな舞台プレゼンテーションが混ざり合い、メロドラマのドラマティックな対話の中に統合される。パルシ演劇にはユーモア、メロディアスな歌と音楽、センセーショナリズムと華々しい舞台芸術が含まれていた」とされている。

### ハリウッド
海外作品から受けた影響の中で最も大きな割合を占めるのは、1920年代から1950年代に人気があったハリウッドのミュージカル映画である。これについて「ハリウッドのミュージカル映画はエンターテインメントの世界そのものを題材としており、インドの映画製作者はインド映画に含まれているファンタジー要素を維持しつつ特定のシチュエーションに自然な表現方法として歌と音楽を取り入れた。そこには神話、歴史、フェアリー・ストーリーなどインドの力強い伝統がある」という意見に加え、「ハリウッドの映画製作者は現実的なストーリーが支配的になるように映画の性質を覆い隠したが、インドの映画製作者はスクリーンに映し出されたものがフィクションであるという事実を隠そうとしなかった。しかし、彼らは作品が人々の生活とどのように複雑で興味深い方法で交差したのかを実証した」とも評されている。

### 香港映画
1970年代に入ると、ボリウッドのマサラ映画はアメリカン・ニューシネマや香港アクション映画、イタリアのエクスプロイテーション映画の影響を強く受けるようになった。インドでブルース・リー主演の『燃えよドラゴン』がヒットしたことにより、1975年公開の『Deewaar』から1990年代までのボリウッド映画は香港映画（マーシャルアーツ映画）に触発されたアクション・シークエンスを取り入れて製作されるようになった。ボリウッドはハリウッド形式よりも香港形式のアクロバットとスタントを重視する傾向が強く、中国武術とインド武術（特にパハラワーニー）を組み合わせることが多い。